# Andries Dhoeve
Andries Dhoeve (pseudoniem van Joannes Vercammen; Dendermonde, 8 juni 1908 - Gent, 16 maart 1993) was een Vlaams dichter, prozaschrijver, literair en kunstcriticus en journalist.

## Biografie
Hij werd op 8 juni 1908 te Dendermonde geboren. Hij was getrouwd met Camilla Callebaut die in 1990 stierf.
Hij werkte als journalist bij De Courant, waarvan hij directeur werd, Het Nieuws van den Dag, Het Laatste Nieuws en De Linie. Hij sloot zijn beroepsloopbaan af als algemeen secretaris van een advocatenkantoor te Brussel.

## Publicaties in boekvorm

### Poëzie
- Joost Van De Venne:
  - Het lichte schaduwen. Varior, Sint-Amandsberg. 1936.
- Johan Vercammen:
  - Verkenningen en kleine normen. Ignis, Brussel. 1943.
- Andries Dhoeve:
  - In de spiegel. (Dionysos), Brussel. 1949.
  - Achter de blinden. Colibrant, Lier. 1951.
  - Op hetzelfde thema. Colibrant, Lier. 1953.
  - Gedichten 1945 - 1965. Het Oude Land van Edingen en Omliggende, Herne. 1978.
  - Notulen van een dakvenster. Andries Dhoeve, Galmaarden. 1980.
  - Klein requiem voor Cesare Pavese die op 27.8.1950 te Torino zelfmoord pleegde. Galmaarden. 1981.
  - Nieuwe gedichten. Het Oude Land van Edingen en Omliggende, Herne. 1983.
  - Als in een laatste zacht verweer. Kofschip-Kring, Hilversum-Brussel. 1984.
  - Diep in het najaarsdal. Jan Verhoeven, Lennik. 1984.

### Poëzie en proza
- Andries Dhoeve:
  - Brief aan mijn vader [proza] en Getijden van Sint-Bernardus [poëzie] [1 boekdeel]. Het Oude Land van Edingen en Omliggende, Herne. 1982.

### Allerlei
- Biologische notities bij wijze van overgang. Andries Dhoeve, Galmaarden. 1972.
- Inleiding tot het werk van kunstschilder Willy Mertens: tekst van de toespraak gehouden op de vooropening van de tentoonstelling in de raadzaal van het gemeentehuis te Sint-Kwintens-Lennik. Andries Dhoeve, Galmaarden (reeks: De Cahiers van Gremmelingen). 1974.
- Bert Van den Broeck, een typisch Brabants kunstenaar. E. Veys, Lier. 1975.
- Greppels om een siepelbed: vooroordelen, agressies & illusies uit eigenbelang. Andries Dhoeve, Galmaarden (reeks: De Cahiers van Gremmelingen). 1975.

## Onderscheiding
Werd in 1988, samen met zijn echtgenote, ereburger van Galmaarden.

## Allerlei
Hij was redactiesecretaris van HOLVEO of Het Oude Land van Edingen en Omliggende, een heemkundig tijdschrift uit Herne.

## Trivia
- Op 29 mei 1993 werd te Galmaarden de Andries Dhoeve-wandeling officieel opengesteld.
- Aan de toegang tot zijn vroegere woning in de Vianebaan 35 te Galmaarden is een gedenkplaat aangebracht.

- Digitale Bibliotheek voor de Nederlandse Letteren: dhoe001
- International Standard Name Identifier: 0000 0000 2193 6319
- Library of Congress Control Number: n79050475
- Nederlandse Thesaurus van Auteursnamen: 069393907
- Virtual International Authority File: 75125378
- WorldCat: E39PBJdGHbvkBjQkQ44YycyPQq